# Држава Вијетнам
Држава Вијетнам (Вијетнамски: Quốc gia Việt Nam; Француски: État du Viêt-Nam) је била државни ентитет који је постојао од 1949. до 1955., прво као чланица Француске Уније, а касније и као самостална држава. Током Првог индокинеског рата држава је де јуре контролисала цели Вијетнам, али у стварности велике делове државе је контролисала Демократска Република Вијетнам.
Држава је настала 2. јула 1949. године као чланица Француске Уније, где је међународно призната 1950. Тада је бивши цар, Бао Дај, постао шеф државе. Након Женевске конференције 1954. године, држава је напустила северни део Вијетнама који је до тада био под контролом Вијетмина. Исте године Нго Дин Зјем је постављен за премијера, али након референдума 1955. Бао Дај бива збачен са власти и тиме Држава Вијетнам постаје република.